# Волков, Николай Фёдорович (политик)
Николай Фёдорович Волков (1898, село Федоровка Сергачского уезда Нижегородской губернии, теперь Нижегородской области, Российская Федерация — 23 сентября 1938, город Киев) — советский партийный и государственный деятель, и. о. 1-го секретаря Николаевского обкома КП(б)У. Депутат Верховного Совета СССР 1-го созыва.

## Биография
Родился в ноябре 1898 года в семье рабочего-грузчика. В 1913 году окончил Выборгскую начальную школу в Санкт-Петербурге.
В июле 1913 — августе 1915 г. — рассыльный управления трамвайных железных дорог в Санкт-Петербурге (Петрограде). В сентябре 1915 — декабре 1916 г. — табельщик Петроградского металлического завода.
В декабре 1916 — октябре 1917 г. — рядовой российской царской армии в Люцинском уезде Витебской губернии. В ноябре 1917 — феврале 1918 г. — проживал у матери в Петрограде. В 1918 году вступил в комсомол.
В марте 1918 — августе 1919 г. — заместитель председателя Сергачского уездного исполнительного комитета Нижегородской губернии.
Член РКП(б) с июля 1918 года.
В сентябре 1919 — феврале 1920 г. — агитатор-организатор Нижегородского губернского военкомата РККА. В марте — августе 1920 г. — военный комиссар военно-инженерной дистанции Нижегородского губернского военкомата РККА.
В сентябре 1920 — мае 1922 г. — председатель Починковского уездного исполнительного комитета Нижегородской губернии.
В июне 1922 — августе 1923 г. — ответственный секретарь Курмишского уездного комитета РКП(б) Нижегородской губернии. В сентябре 1923 — феврале 1924 г. — ответственный инструктор Нижегородского губернского комитета РКП(б). В марте 1924 — апреле 1925 г. — ответственный секретарь Павловского уездного комитета РКП(б) Нижегородской губернии.
В мае 1925 — апреле 1926 г. — секретарь партийного коллектива ВКП(б) на заводах «Двигатель революции» и «Красная Этна» в Нижнем Новгороде. В мае 1926 — феврале 1927 г. — заведующий организационного отдела Канавинского районного комитета ВКП(б) города Нижнего Новгорода.
В марте 1927 — августе 1930 г. — заведующий Нижегородского губернского (краевого) управления торговли.
В сентябре 1930 — сентябре 1931 г. — слушатель курсов марксизма-ленинизма при ЦК ВКП(б) в Москве. В октябре 1931 — марте 1933 г. — слушатель экономического отделения Института красной профессуры в Москве.
В апреле 1933 — декабре 1934 г. — начальник политического отдела Нововасильевской машинно-тракторной станции Днепропетровской области.
В январе 1935 — марте 1936 г. — 2-й секретарь Криворожского городского комитета КП(б)У Днепропетровской области.
В марте 1936 — июне 1937 г. — 1-й секретарь Новобугского районного комитета КП(б)У Одесской области.
В июне — 14 октября 1937 г. — временно исполняющий обязанности председателя исполнительного комитета Одесского областного совета.
В сентябре 1937 — апреле 1938 г. — исполняющий обязанности 1-го секретаря Николаевского областного комитета КП(б)У.
Арестован 30 апреля 1938 года. Расстрелян в Киеве 23 сентября 1938 года. Посмертно реабилитирован в 1957 году.